# Michel Colombier
Michel Colombier (23 de mayo de 1939 - 14 de noviembre de 2004) fue un pianista, compositor y arreglista francés que desarrolló su carrera en los campos de la música clásica y el jazz.

## Trayectoria
Colombier nació en Francia y comenzó su educación musical con seis años. Con catorce años había descubierto ya el jazz y comenzó a trabajar con distintos combos y big bands locales. Con veintidós años fue contratado como Director Musical del sello Barclay Records, donde se estrenó arreglando el primer álbum en inglés de Charles Aznavour para su lanzamiento en los Estados Unidos. Compuso la música para Le Bourgeois Gentilhomme y se introdujo en el mundo del ballet con una de las obras maestras de Maurice Béjart, Messe Pour Le Temps Present, donde contó con la colaboración del legendario compositor de vanguardia y pionero de la música concreta Pierre Henry. Otra de las colaboraciones de Colombier y Henry, Psyche Rock fue adaptada como tema musical de la serie de televisión Futurama.
Colombier estableció una larga asociación con el legendario Serge Gainsbourg, y colaboró asimismo con algunos de los más prestigiosos artistas franceses, entre ellos Charles Aznavour, Brigitte Fontaine, Jean-Luc Ponty, Catherine Deneuve, Jeanne Moreau, o Stéphane Grappelli.
Petula Clark eligió a Colombier como su Director Musical, invitándolo a establecerse en los Estados Unidos. Además de los arreglos que escribió para la cantante, Michel compuso una serie de temas para Clark, quien acabó presentándole a Herb Alpert, de A&M Records. Colombier firmó inmediatamente para el sello, para el que editó uno de sus álbumes más conocidos, Wings, (1970), una ópera rock que hacía uso de una orquesta simfónica y coro y que adelantaba el trabajo posterior de grupos como Queen. El álbum fue galardonado con tres nominaciones a los premios Grammy.
En Japón, Colombier era conocido bajo el apelativo de "Fusion-sama", el "Padrino de la Fusión Francesa", pues su música combina frecuentemente elementos de la clásica europea con elementos del jazz y otras músicas del mundo. De hecho, durante su larga trayectoria profesional, el pianista ha trabajado para una serie interminable de artistas, recorriendo prácticamente todo el espectro estilístico de la música occidental: Beach Boys, Supertramp, Herb Alpert, Quincy Jones, Roberta Flack, Barbra Streisand, Johnny Mathis, Neil Diamond, Herbie Hancock, Flora Purim, Earth Wind and Fire, Joni Mitchell, David Sanborn, Branford Marsalis, Bobby McFerrin, Ernie Watts, el Kronos Quartet, Michael Brecker, Stéphane Grappelli, Toots Thielemans, Jaco Pastorius o Madonna, por citar sólo a unos pocos.
Además, Michel Colombier ha escrito música para más de cien películas, tanto en cine como en televisión y ha trabajado para los más importantes directores franceses, como Claude Lelouch, Philippe Labro, Agnès Varda, Jean-Pierre Melville, Henri Verneuil, o Jacques Demy. En los Estados Unidos escribió la música de algunos éxitos de Hollywood, como How Stella Got Her Groove Back, New Jack City, Ruthless People (Por favor maten a mi mujer), The Golden Child (El Chico de oro), White Nights, Against All Odds, y -en colaboración con Prince, Purple Rain, que le supuso un Grammy y un premio Óscar de la Academia por la mejor canción. Colombier recibió muchos otros premios a lo largo de su dilatada carrera, incluyendo dos Premios César, una nominación al Golden Globe, o un premio People's Choice.
En el campo de la música clásica, Colombier ha escrito música para más de veinte ballets, habiendo trabajado para las más importantes compañías de danza y coreógrafos del mundo, como Twyla Tharp, Mijaíl Barýshnikov, Daniel Ezralow, Roland Petit, o Maurice Béjart. Asimismo ha dirigido, entre otras, algunas de las más importantes orquestas del mundo, como la London Symphony Orchestra, la Covent Garden Orchestra, la Los Angeles Philharmonic, la Houston Symphony, la Chicago Symphony Orchestra, la Denver Symphony Orchestra, la Ópera de París, o la English Chamber Orchestra.
Uno de sus temas más famosos lleva por título Emmanuel, en memoria de su hijo, fallecido a la temprana edad de 5 años; está considerada una de las canciones más bellas de la música y a la vez de más triste motivo.
Colombier falleció de cáncer en su casa de Santa Mónica, California, dejando esposa y seis hijos.

## Discografía seleccionada

### En solitario
- Old Folk Back on Earth (1983)
- Michel Colombier (1979)
- Wings (1970)
- Capot Pintu AKA Campus (1967)

### Con otros artistas
- Claude Nougaro, Pacifique (1985)
- Branford Marsalis& The English Chamber Orchestra, Romances for Saxophone (1986)
- Maurice White, Maurice White (1985)
- Bill Withers, Watching you Watching Me (1985)
- Barbra Streisand, Emotion (1984)
- Earth Wind & Fire. Electric Universe (1983)
- Airto Moreira, Touching you... Touching me (1979)
- Flora Purim, Everyday Everynight (1978)

### Como arreglista / director
- Madonna, Die Another Day (2002)
- Madonna, Music (2000)
- Luis Miguel, Amarte es un Placer (1999)
- José José, Gracias Ámame  (1981)
- Jean Pierre Rampal, Fascinatin' Rampal plays Gershwin (1985)
- Supertramp, Even in the Quietests Moments (1977)
- Paul Anka, The Painter (1976)
- Bill Medley, A Song for You (1972)
- Beach Boys, 20/20 (1969)

### Ballets
- Catapult (2000)
- Mandala (1998)
- Psyché Rock (1997)
- Messe Pour Le Temps Present (1967)

### Bandas sonoras
- Swept Away (2002)
- Largo Winch (2001)
- Trippin' (1999)
- Enterrado vivo II (1997)
- Elisa (1995)
- Deep Cover (1992)
- Enterrado vivo (1990)
- Who's Harry Crumb? (1989)
- Satisfaction (1988)
- Cop, con la ley o sin ella (1988)
- Surrender (1987)
- The Golden Child (1986)
- The Money Pit (1986)
- Ruthless People (1986)
- White Nights (1985)
- Against all Odds (1984)
- Asterix au Cinema (1983)
- Une Chambre en Ville (1982)
- L'Alpaguer (1976)
- Les Onze Mille Verges (1975)
- Tarot (1972)
- Colossus: The Forbin Project (1970)